# سارة جين فيرغسون
سارة جين فيرغسون (بالإنجليزية: Sarah Jane Sands)‏ هي لاعب كرة قاعدة أمريكية، ولدت في 27 يوليو 1935 في أورانجفيل في الولايات المتحدة.